# Les Asiatiques

Les Asiatiques (The Asiatics) est un roman de l'écrivain américain Frederic Prokosch (1908-1989) paru en 1935 aux États-Unis.

## Résumé
Il se présente comme un récit de voyage à la première personne : Un jeune homme traverse l'Asie, du Liban au Viêt Nam, à la recherche du bonheur. Au cours de son périple à travers une douzaine de pays, il connaît différentes aventures, manque d'être fusillé, est capturé par des bandits, échappe à un naufrage sur l'Irrawaddy et croise un certain nombre de personnages récurrents. La mort et une  sensualité malsaine circulent entre les êtres.

## Succès
Premier roman de son auteur, Les Asiatiques rencontre un grand succès. C'est aussi un coup d'éclat littéraire, car Prokosch n'a que 26 ans au moment de sa parution et ne connaissait aucun des pays qu'il décrit. Il ne se rendra en Asie que bien des années plus tard.
« J'ai terminé mon livre en proie à une rage d'amour pour le vaste continent non visité, où la décadence était partout visible, mais où étaient aussi la tendresse et l'humilité. » F.P., 22 septembre 1983 (traduction Max Morise)
En 1937, son second roman, Sept Fugitifs, sera également un succès.